# César Giulidori
César Juan Giulidori (Núñez, Capital Federal, 25 de septiembre de 1896 - Buenos Aires, Argentina, 13 de julio de 1959) fue un futbolista argentino que se destacó en la posición de centro half, siendo considerado en su época como uno de los mejores del fútbol argentino.

## Historia
Los primeros colores que defendiera, jugando ya en los torneos organizados por AFA, fueron los de Defensores de Belgrano, que era el club de su barrio, entidad que José, su hermano mayor, supo presidir en la segunda década del siglo XX. Su debut fue en cuarta división, sobresaliendo por sus medidos pases, certero shot y facilidad para anular la vigilancia de los rivales.
El espíritu inquieto de Chopi le hizo vestir diferentes casacas, proyectándose desde la entidad de Núñez al fútbol de Primera División. Su paso inmediato fue Palermo y su falta de consecuencia para con los clubes lo llevó también a Colegiales, Villa Urquiza, Platense y finalmente Tigre donde permaneció mayor tiempo, siendo un estandarte del amateurismo entre 1922 y 1931, disputando 160 partidos ya sea como defensor, mediocampista o delantero, lo que le valió ser internacional con la Selección de fútbol de Argentina.
No solamente fue centro half, sino que ocupó todos los puestos, siendo uno de los jugadores más completos que hayamos tenido nunca en el dominio de la pelota y las triquiñuelas del deporte. Verdadero futbolista a la criolla, era vivísimo, astuto, de aquellos que aprovechan cualquier contingencia para sacar ventajas.
Lástima fue que, por ser demasiado bohemio, no alcanzó nunca la altura a que podía aspirar por su excepcional calidad.

## Trayectoria
| Club                                | País      | Período                  |
| ----------------------------------- | --------- | ------------------------ |
| Defensores de Belgrano              | Argentina | 1915-1921 1926 1931      |
| Palermo                             | Argentina | 1918 1920 1925           |
| Sportivo del Norte (hoy Colegiales) | Argentina | 1921                     |
| Tigre                               | Argentina | 1922-1924 1926 1928-1931 |
| Villa Urquiza                       | Argentina | 1923                     |
| Platense                            | Argentina | 1927                     |

## Palmarés

### Campeonatos nacionales
| Campeonato          | Club                   | País      | Año  |
| ------------------- | ---------------------- | --------- | ---- |
| División Intermedia | Defensores de Belgrano | Argentina | 1917 |